# 帕兰扎诺
帕兰扎诺（義大利語：Palanzano），是意大利帕尔马省的一个市镇。总面积70平方公里，人口1241人，人口密度17.7人/平方公里（2009年）。ISTAT代码为034026。